# Manx Telecom
Manx Telecom Ltd. (manés: Chellinsh Vannin) es el principal proveedor de banda ancha y telecomunicaciones en la Isla de Man. Es propiedad de Basalt Infrastructure Partners LLP.

## Historia
Históricamente, el sistema telefónico de la Isla de Man había sido administrado como monopolio por la Oficina General de Correos británica, y más tarde por British Telecommunications, y operaba como parte del distrito telefónico de Liverpool.
En 1985, el gobierno de Manx anunció que otorgaría una licencia de 20 años para operar el sistema telefónico en un proceso de licitación. Como parte de este proceso, en 1986 British Telecom creó una empresa subsidiaria registrada en Manx, Manx Telecom, para presentar una oferta por la licitación. Se creía que una identidad y una gestión locales serían políticamente más aceptables en el proceso de licitación, ya que competían con Cable & Wireless para ganar la licencia.
Manx Telecom ganó la licitación y comenzó a operar con la nueva identidad a partir del 1 de enero de 1987.
El 17 de noviembre de 2001, Manx Telecom pasó a formar parte de mmO2 tras la separación de las operaciones de BT Wireless de BT Group. Fue adquirida por Telefónica en 2006.
El 4 de junio de 2010, Manx Telecom se vendió al inversor de capital privado británico HgCapital (que compraba la participación mayoritaria), junto con la empresa de gestión de telecomunicaciones CPS Partners. HG Capital indicó que el valor empresarial del acuerdo era de 158,8 millones de libras esterlinas (232,5 millones de dólares).
En 2014 flotó en el mercado AIM.
El 9 de mayo de 2019, el inversor de capital privado Basalt Investment Partners completó su adquisición de Manx Telecom.

## Operaciones

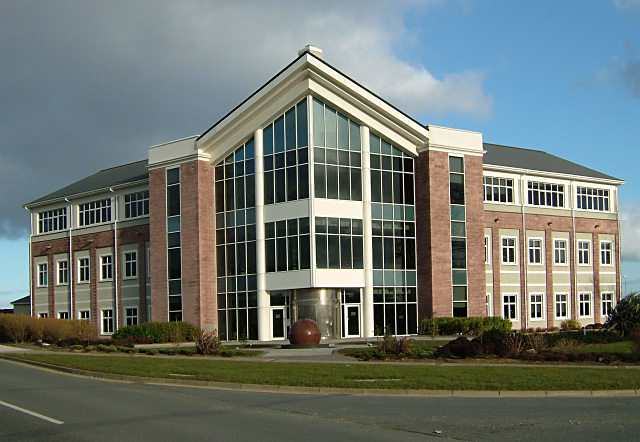
La sede de Manx Telecom en el Parque Empresarial de la Isla de Man, Douglas

Manx Telecom opera redes móviles y de línea fija, y centros de datos en la Isla de Man. La división de Soluciones Globales opera fuera de la Isla de Man a través de un operador de red virtual móvil (MVNO) y acuerdos de roaming internacional.
La red de telefonía móvil operada por Manx Telecom había sido utilizada por O2 como un entorno para desarrollar y probar nuevos productos y servicios antes de una implementación más amplia. En diciembre de 2001, la empresa se convirtió en el primer operador de telecomunicaciones de Europa en lanzar una red 3G en vivo. En noviembre de 2005, la empresa se convirtió en la primera de Europa en ofrecer a sus clientes un servicio HSDPA (3.5G).

## Principales competidores
- Sure
- Wi-Manx
- Domicilium
- BlueWave Communications